# Museo del carcere Le Nuove
Il Museo del Carcere "Le Nuove" è situato presso l'ex carcere di Torino, detto appunto Le Nuove, costruito tra il 1854 ed il 1869, inaugurato nel 1870 sotto il regno di Vittorio Emanuele II, è rimasto in funzione fino a quando non fu sostituito nel 1986 dal più moderno carcere Lorusso e Cutugno situato nel quartiere Vallette.
Il percorso museale si articola all'interno delle varie strutture dell'ex carcere.
Progettato dall'architetto Giuseppe Polani, era stato concepito, secondo i criteri dell'epoca, come un carcere a segregazione individuale.
Disponeva di 648 celle, tredici bracci, compresi quelli dei condannati a morte, nonché di due cappelle, una per gli uomini ed una per le donne. Le celle avevano inoltre la caratteristica di avere le finestre a "bocca di lupo", che permettevano di vedere soltanto il cielo.
Il suo primo direttore, Marinucci, consentì di utilizzare la chiesa interna per le lezioni scolastiche: i detenuti seguivano le lezioni tenute dai volontari dell'Arciconfraternita dalle cellette progettate per la partecipazione individuale alle funzioni religiose. 
Durante il periodo fascista, vi rimasero reclusi oppositori, partigiani ed ebrei, come Ignazio Vian e Emanuele Artom, deportati e condannati a morte. Famigerato fu il braccio tedesco, gestito dalle SS, dove venivano torturati i detenuti.
Fino alla caduta del fascismo non furono apportate modifiche alla struttura; successivamente, con i nuovi diritti costituzionali, il carcere fu reso lentamente più vivibile, eliminando i muri interni del cortile ed apportando importanti modifiche alle celle, tra cui l'ampliamento delle finestre e la dotazione di termosifoni e water.
Attualmente nella struttura, oltre al museo del carcere, vi sono anche alcuni uffici giudiziari.